# Хезарпаре Ахмед-паша
Хезарпаре Ахмед-паша (тур. Hezarpare Ahmed Paşa, умер 7 августа 1648 года), также известен как Тезкеречи Ахмед-паша — турецкий  государственный деятель. Дефтердар в 1646—1647 годах, затем великий визирь Османской империи с 21 сентября 1647 года и до своей смерти 7 августа 1648 года.

## Биография
Хезарпаре Ахмед-паша был сыном профессионального солдата, вероятного греческого происхождения. Вместо того, чтобы пойти в армию по стопам отца, он решил пойти в государственное управление. Вначале он получил должность помощника великого визиря Кеманкеша Кары Мустафы-паши. В 1646 году Ахмед-паша был назначен дефтердаром, а 21 сентября 1647 года ему было присвоено звание великого визиря Османской империи. Эту должность он получил благодаря влиянию, которое он оказывал на султана Ибрагима I.
Однако султан был очень неуравновешенной личностью. Ибрагим I очень хорошо знал и увлекался шкурами из соболя, а также янтарём. В связи с этим он заставлял Ахмеда-паши покупать шкуры и янтарь в огромных количествах для своих дворцов. Из-за этого великий визирь должен был сосредоточить больше времени на торговле соболем и янтарём, а не на государственных делах. В течение этого времени, во время Критской войны, венецианский военно-морской флот заблокировал пролив Чанаккале (Дарданеллы), а также захватил контроль над важным фортом Клис (в современной Хорватии). Более того, крупномасштабные покупки шкуры соболя и янтаря вызвали дополнительный дефицит в бюджете, который уже был под давлением войны.

## Смерть
В 1648 году Ахмед-паша ввёл тяжёлый налог, чтобы покрыть большие расходы казны. Однако этот шаг вызвал гнев и восстание среди населения Османской империи, которых поддержали янычары. 7 августа 1648 года янычары во главе толпы ворвались во дворец султана и потребовали от Ибрагима I выслушать их требования, среди которых была отставка великого визиря. Испуганный султан согласился. Ахмед-паша попытался спастись и спрятаться, однако его поймали и казнили. Разъярённая толпа разрубила тело бывшего визиря на множество частей. После этого Ахмед-паша получил прозвище «Хезарпаре», что означало «тысяча штук». Через неделю, после убийства Ахмеда-паши, султан Ибрагим I был также убит.